# Хотеева (Брянская область)
Хотеева (Хотеево) — село в Брасовском районе Брянской области, в составе Добриковского сельского поселения. Расположено в 10 км к северо-востоку от села Добрик. Население — 229 человек (2010).
Имеется отделение связи, сельская библиотека.

## История
Упоминается с первой половины XVII века как существующее село в составе Самовской волости Карачевского уезда. Храм Казанской Богоматери с приделом Николая Чудотворца упоминается с первой половины XVIII века; в 1799 было построено каменное здание храма (не сохранилось).
В 1778—1782 гг. село входило в Луганский уезд; с 1782 по 1928 гг. — в Дмитровском уезде Орловской губернии (с 1861 — центр Хотеевской волости, с 1923 в Глодневской волости). В XIX веке — владение Рагозина, Муравьевой и других помещиков. В 1892 году была открыта земская школа.
С 1929 года — в Брасовском районе. До 2005 года являлось центром Хотеевского сельсовета.

## Население
| Годы      | 1858 | 1866 | 1878 | 1897 | 1920 | 1926 | 1979 | 1989 | 2002 | 2010 |
| --------- | ---- | ---- | ---- | ---- | ---- | ---- | ---- | ---- | ---- | ---- |
| Население | 703  | 931  | 863  | 1082 | 1172 | 1240 | 396  | 295  | 279  | 229  |